# Prezzo massimo di vendita
Il prezzo massimo di vendita (maximum retail price - MRP) è un prezzo calcolato dal produttore ed è il prezzo più alto che può essere praticato per un prodotto venduto in India, l'unico paese che gestisce un sistema MRP. Tuttavia, i dettaglianti possono scegliere di vendere i prodotti ad un prezzo inferiore all'MRP. Il sistema MRP è diverso dai sistemi che utilizzano un prezzo al dettaglio consigliato perché in questi sistemi il prezzo calcolato dal produttore è solo una raccomandazione, non applicabile dalla legge.
Tutti i prodotti al dettaglio in India devono essere contrassegnati con l'MRP. I negozi non possono praticare prezzi superiori all'MRP. Alcuni negozi praticano prezzi leggermente al di sotto dell'MRP per attirare più clienti. In alcune aree remote, luoghi turistici e in situazioni in cui un prodotto è difficile da ottenere, i consumatori spesso pagano prezzi superiori all'MRP in barba alla legge vigente.
Nell'aprile del 2015, è stato riferito che i fornitori di latte a Mumbai stavano minacciando un boicottaggio dopo che era stato scoperto che avevano praticato un prezzo superiore all'MRP e che il governo di Maharashtra aveva minacciato di intervenire.

## Critiche
Il concetto di massimo prezzo al dettaglio è stato criticato come incompatibile con il sistema di libero mercato, perché coinvolge i produttori che decidono quale profitto faranno i rivenditori. È facile aumentare l'MRP caricando i servizi sopra il prezzo dell'articolo, ad esempio una 'tariffa di raffreddamento' per bevande fredde, o dai produttori che fissano il MRP fino a dieci volte il prezzo di vendita previsto. Il MRP inoltre danneggia i consumatori nelle aree rurali, perché se i rivenditori non possono pretendere un prezzo più elevato per compensare il prezzo più elevato di trasporto e distribuzione in tali aree, non possono semplicemente immagazzinare molti articoli.